# This Mortal Coil (musikalbum)
This Mortal Coil är det amerikanska progressiv metal-bandet Redemptions femte studioalbum. Albumet utgavs 26 september 2011 (11 oktober 2011 i USA) av skivbolaget InsideOut Music. Albumet utgavs också i en deluxe-utgåva som innehåller en bonus-CD med cover-låtar kallad: "A Collection Of Songs Originally Recorded By Other Artists That One Would Not Expect Would Be Performed By A Progressive Metal Band, Part the First".

## Låtlista
1. "Path of the Whirlwind" – 5:26
2. "Blink of An Eye" – 5:57
3. "No Tickets to the Funeral" – 6:26
4. "Dreams From the Pit" – 9:12
5. "Noonday Devil" – 5:04
6. "Let It Rain" (Chris Quirarte, Nick van Dyk) – 7:21
7. "Focus" – 5:43
8. "Perfect" – 4:48
9. "Begin Again" – 6:11
10. "Stronger Than Death" – 5:29
11. "Departure of the Pale Horse" (Nick Van Dyk, Sean Andrews) – 10:15

Text & musik: Nick Van Dyk där inget annat anges
Bonusspår på deluxe-utgåvans disc 2
1. "Funeral for a Friend"/"Love Lies Bleeding" (Elton John-cover) – 10:32
2. "Jane" (Jefferson Starship-cover) – 4:04
3. "Hold the Line" (Toto-cover) – 3:40
4. "Edge of the Blade" (Journey-cover) – 4:36
5. "Love To Love" (UFO-cover) – 7:02
6. "Precious Things" (Tori Amos-cover) – 7:24

## Medverkande
Redemption-medlemmar
- Ray Alder – sång
- Bernie Versailles – gitarr
- Nick Van Dyk – gitarr, keyboard
- Sean Andrews – basgitarr
- Chris Quirarte – trummor
- Greg Hosharian – keyboard

Bidragande musiker
- Gary Wehrkamp – keyboard (spår 9)

Produktion
- Neil Kernon – producent, ljudtekniker, ljudmix
- Nick Van Dyk – exekutiv producent, omslagsdesign
- Smiley Sean – ljudtekniker, redigering
- Erik Hitt, Joe Vilamil, Rob Tenas – assisterande ljudtekniker
- Alan Douches – mastering
- Travis Smith – omslagskonst